# Febre botonosa mediterrània
La febre botonosa mediterrània és una febre resultant d'una infecció per un tipus de rickettsia, el bacteri Rickettsia conorii, i transmesa per la paparra del gos Rhipicephalus sanguineus. La febre botonosa es pot veure en molts llocs del món, tot i que és endèmica als països que envolten la Mar Mediterrània. Aquesta malaltia va ser descrita per primera vegada a Tunísia el 1910 per Conor i Bruch i va ser anomenada boutonneuse (en francès) a causa de les seves característiques d'erupció cutània papular.